# فهرست شاهان موریتانی

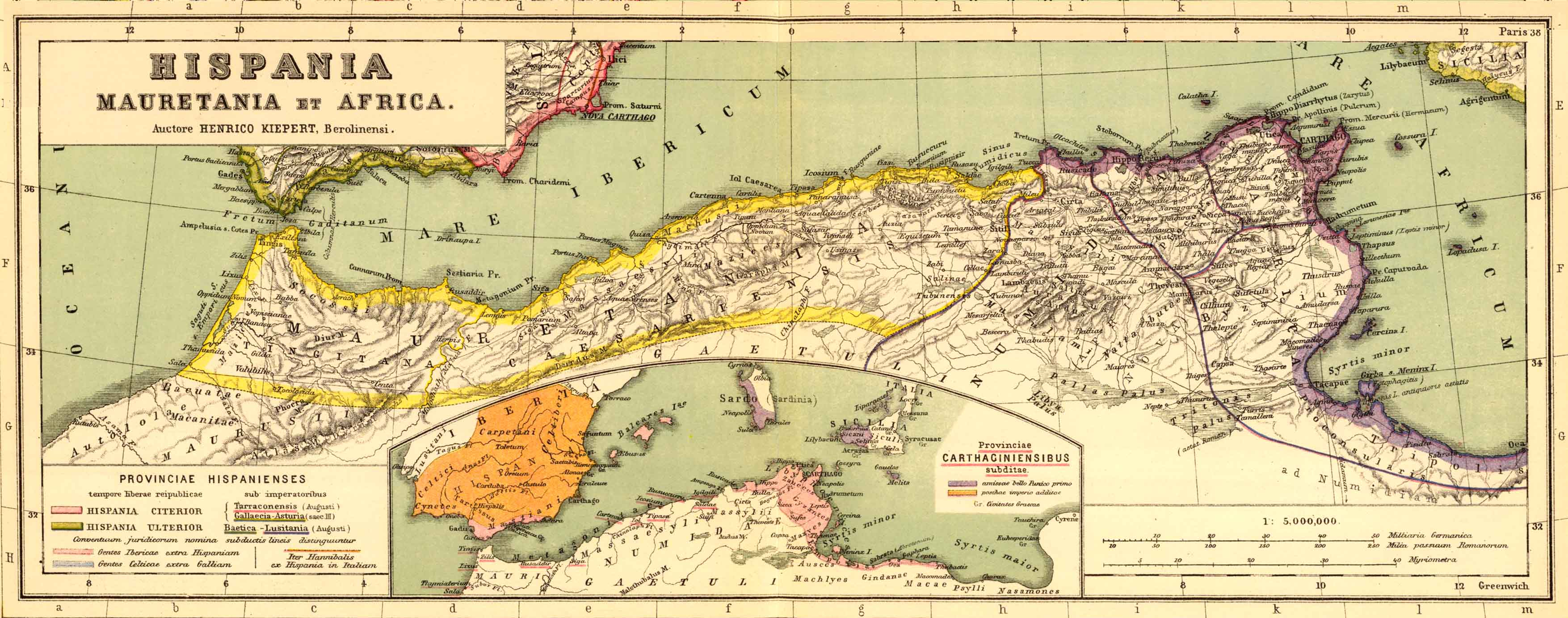

فهرست شاهان موریتانی شامل فرمانروایانی است که بر ناحیهٔ غربی نومیدیا حکومت می‌کردند و در ۴۰ میلادی ضمیمهٔ امپراتوری روم شدند.
| نام شاه   | دورهٔ حکومت          | توضیحات                               |
| --------- | ------------------- | ------------------------------------- |
| باگاس     | ۲۲۵-؟ ق. م.         |                                       |
| بوکوس اول | ۱۱۰-۸۱ ق. م.        |                                       |
| بوکوس دوم | ۴۹-۳۳ ق. م.         | پادشاهی مشترک با بوگود                |
| بوگود     | ۴۹-۳۸ ق. م.         | پادشاهی مشترک با بوکوس دوم            |
| جوبا دوم  | ۲۵ ق. م. -۲۳ میلادی |                                       |
| بطلمیوس   | ۲۰-۴۰ میلادی        | در ابتدا فرمانروایی مشترک با جوبا دوم |